# مسجد ميمون الجديد
مسجد ميمون الجديد (بالأردية: نئی میمن مسجد) والمعروف باسم مسجد ميمون يوجد في كراتشي، باكستان، هو واحد من أكبر وأقدم المساجد في المدينة يقع في طريق محمد علي جناح.
تم تشكيل اللجنة الأولى لمسجد ميمون في 17 سبتمبر 1948،وأول أذان يؤذن فيه كان في 15 يوليو 1949. تم وضع حجر الأساس في 24 أغسطس 1949 من قبل الحاكم العام خواجة ناظم الدين.

## التاريخ
تم بناء مسجد ميمون الجديد قبل التقسيم الذي حصل لشبه القارة الهندية، ويقال من قبل الناس أن هذا المسجد بني على مقبرة. يتسع الآن للمسجد وفقًا للمسح الذي تم إجراؤه قبل بضع سنوات لـ10000 نسمة. مسجد ميمون الجديد مشهور أيضًا بعقد عقود النكاح حيث يقوم أُناس من مجتمع ميمون بعقد نكاحهم في هذا المسجد.

## معرض الصور

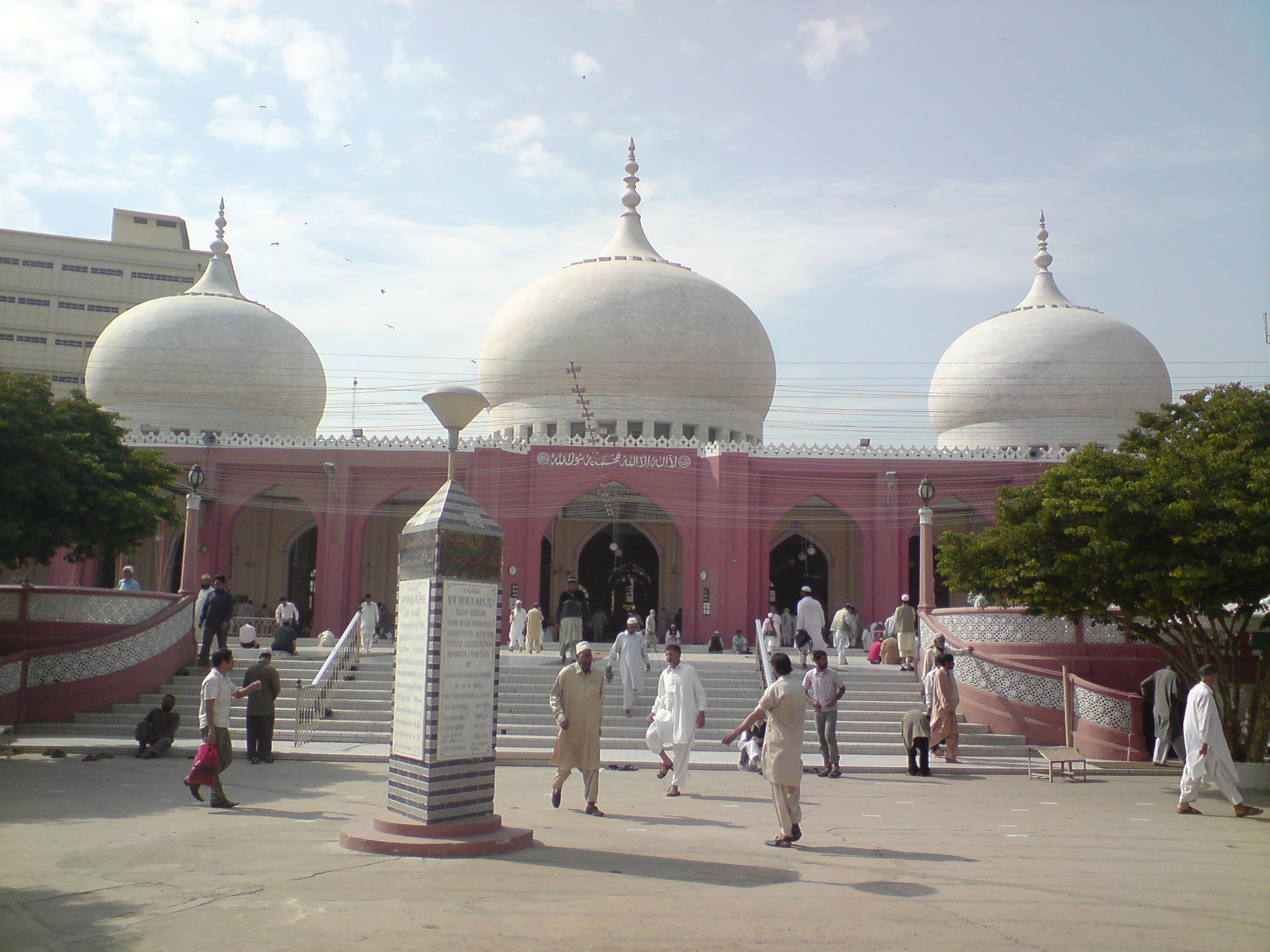
صورة كاملة
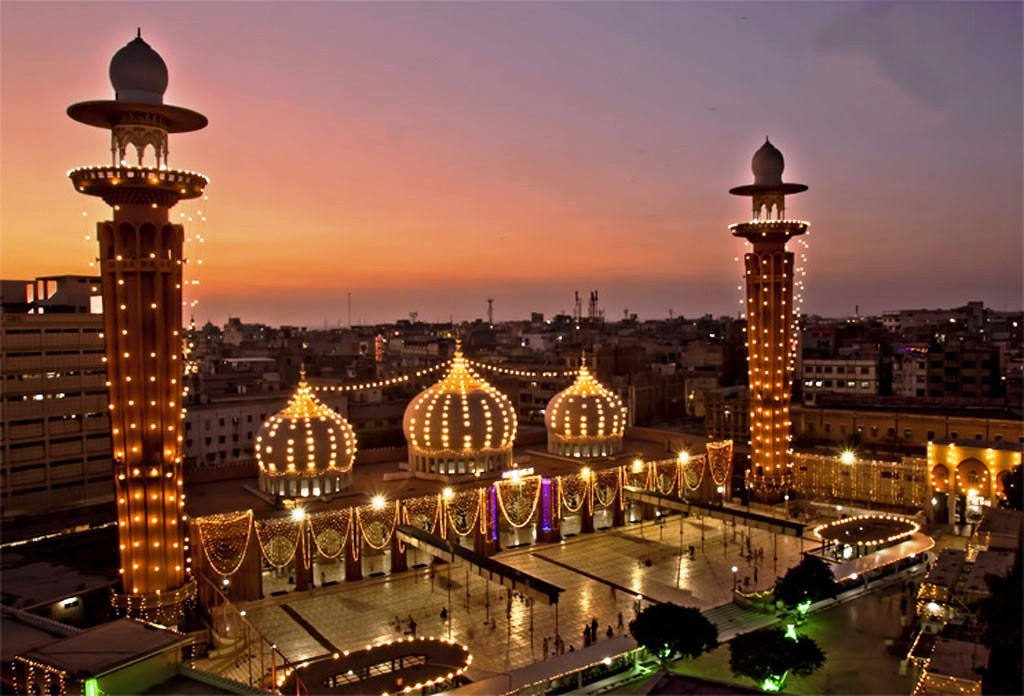
مسجد ميمون الجديد مساءً
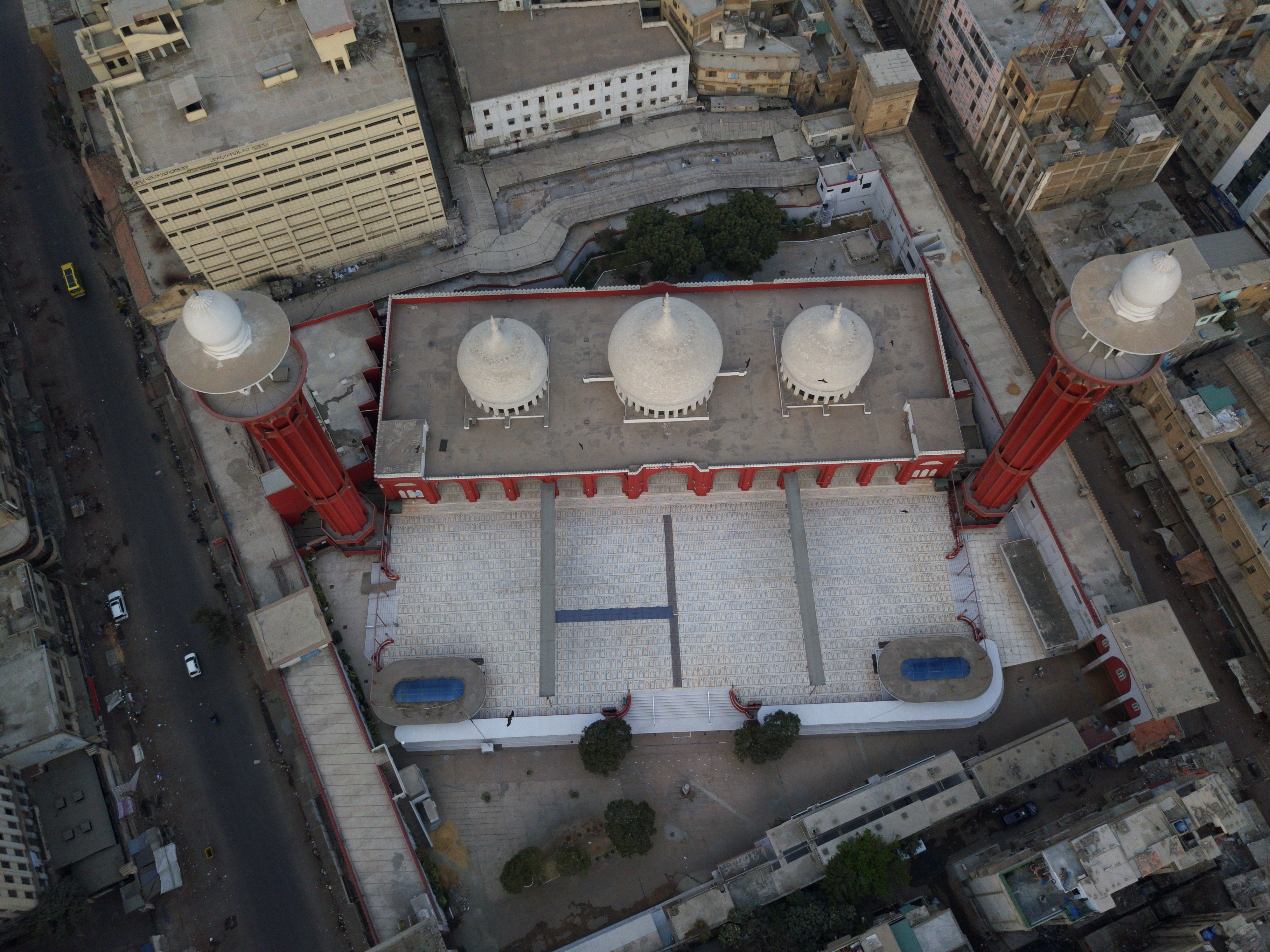
صورة جوية للمسجد
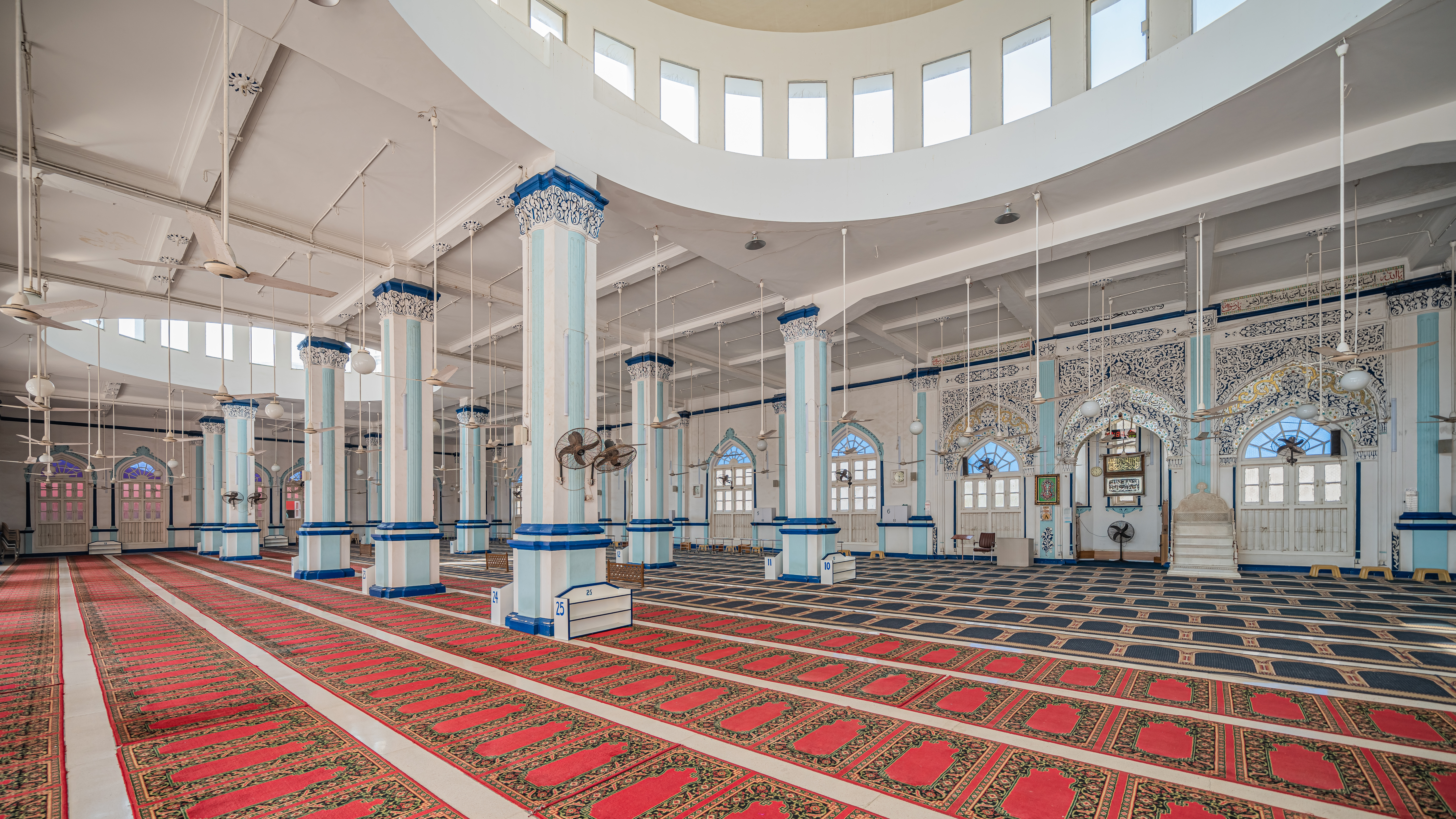
من داخل المسجد
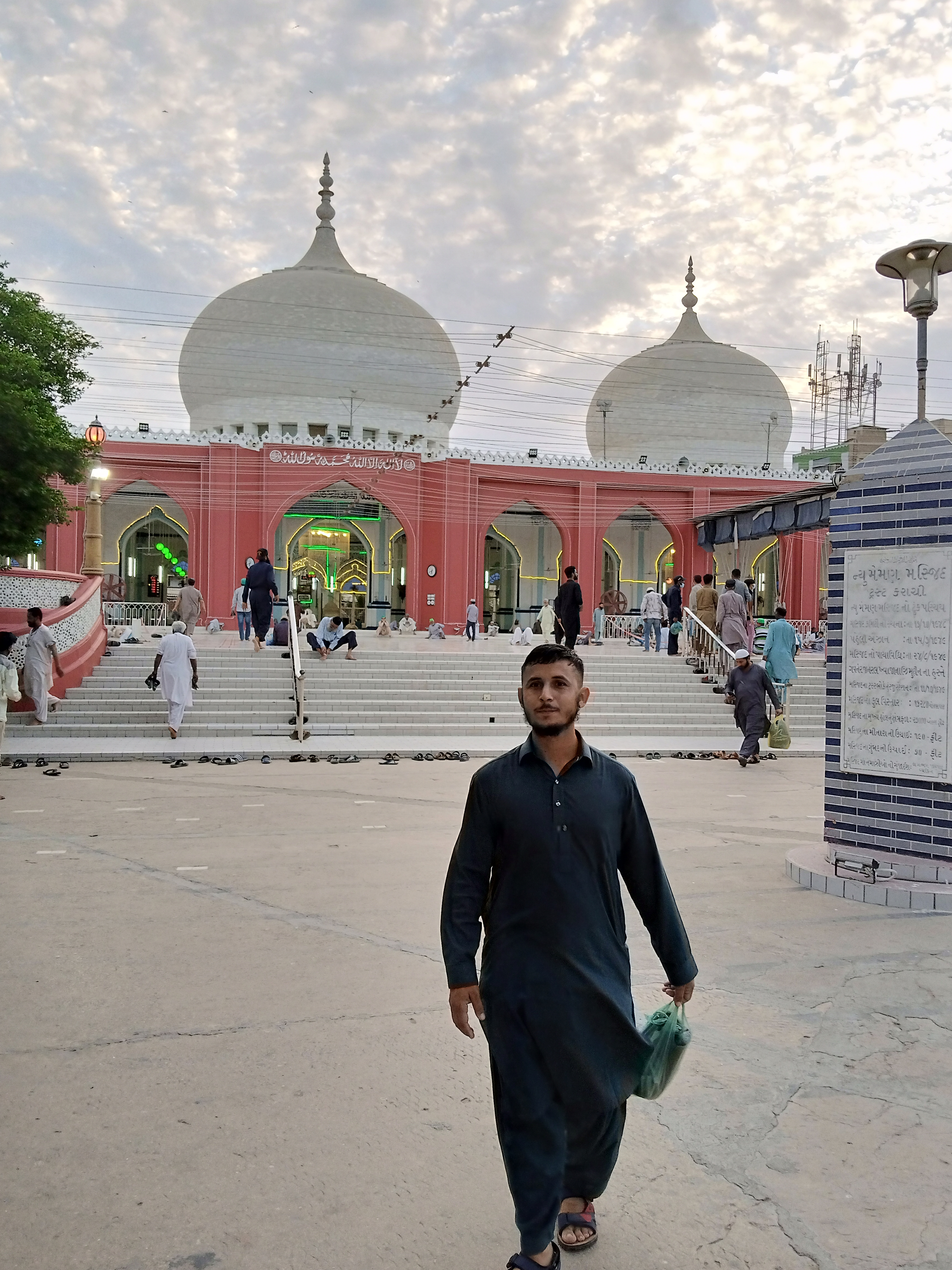
صورة للمسجد في رمضان